# Oberweis, Bitburg-Prüm
Oberweis là một đô thị thuộc huyện Bitburg-Prüm, bang Rhineland-Palatinate, Đức.